# Geschiedenis van Costa Rica
De geschiedenis van Costa Rica is het verhaal van het gebied van het huidige Costa Rica, een land in Midden-Amerika.

## Precolumbiaanse geschiedenis

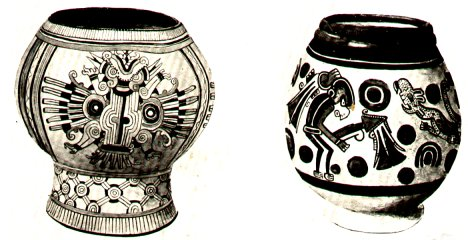
Keramiek uit Nicoya, Costa Rica

De eerste bewoners van Costa Rica waren jager-verzamelaars. De oudste archeologische vondsten in Costa Rica zijn ongeveer 13.000 jaar oud, behorend tot de Cloviscultuur. De volkeren uit dit tijdperk waren nomaden, georganiseerd in familiale groepen van 20 tot 30 leden. Hun voornaamste prooidieren waren delen van de megafauna zoals reuzengordeldieren en reuzenluiaarden, maar ook mastodonten. Deze prooidieren stierven 8000 jaar voor het moderne tijdperk uit. De eerste sedentaire volkeren pasten zich hieraan aan door op kleinere dieren te jagen.
Voor de komst van de Europeanen lag het gebied waar nu Costa Rica ligt in de overgangszone tussen de cultureel-historische regio Meso-Amerika en die van de Andes. Voor het grootste deel stond het gebied onder invloed van de Chibcha-cultuur. De Chorotega waren de dominante bevolkingsgroep in het noordwesten van het land. De Huetares waren een tweede belangrijke bevolkingsgroep. Op archeologisch gebied wordt Costa Rica verdeeld in drie regio's: Groot-Nicoya, Groot-Chiriquí en de Centraal-Caribische regio.

## Koloniale geschiedenis (1522 - 1820)
In 1522 kwam Gil González Dávila aan in Costa Rica waarna zijn troepenmacht de oorspronkelijke bevolking onderwierp. Dit betekende het begin van een Spaanse overheersing. De eerste Spaanse kolonie in Costa Rica was Villa Bruselas, gesticht in 1524. In datzelfde jaar werd het hele gebied onderdeel van Nieuw-Spanje, en tevens het meest zuidelijke gebied van het Algemeen Kapiteinschap van Guatemala. In de praktijk ageerde dit Kapiteinschap relatief autonoom ten aanzien van Nieuw-Spanje. In de daaropvolgende driehonderd jaar bleef Costa Rica een kolonie van Spanje. Dit heeft als gevolg dat de hedendaagse Costa Ricaanse cultuur veel Spaanse beïnvloeding kent.
Costa Rica trok weinig Spaanse kolonialen aan door het gebrek aan edelmetalen zoals goud en zilver en door de grote afstand ten opzichte van de hoofdstad Guatemala. Costa Rica bleef gedurende deze periode een dun bevolkte, onderontwikkelde en arme regio. Zo beschreef een Spaanse gouverneur Costa Rica in 1719 als "de armste en meest miserabele Spaanse kolonie in heel Amerika".

## Postkoloniale geschiedenis (1820 - heden)
In de nasleep van de Mexicaanse Onafhankelijkheidsoorlog (1810 - 1821), werd Costa Rica in 1821 een deel van het onafhankelijke Mexicaanse Rijk, waarvan het zich twee jaar later met andere Centraal-Amerikaanse landen afscheidde om de Verenigde Staten van Centraal-Amerika te vormen. In 1840 viel deze federatie uit elkaar waarna Costa Rica onafhankelijk werd. 
In 1856 kon Costa Rica een coup van Amerikaanse inwijkelingen weerstaan die poogden de overheid over te nemen. In 1869 verkreeg Costa Rica een democratische overheid, in 1899 vonden de eerste werkelijk democratische verkiezingen plaats. Sindsdien is het land twee keer door politiek geweld geplaagd, wat naar de maatstaven van de regio weinig is. Van 1917 tot 1919 regeerde de dictator Federico Tinoco Granados en in 1948 was er een kleine burgeroorlog na een omstreden verkiezingsuitslag. Die oorlog werd gewonnen door de linkse José Figueres Ferrer, die na afloop van de Costa Ricaanse Burgeroorlog het leger afschafte en een nieuwe grondwet opstelde waarin algemeen kiesrecht werd gegarandeerd.
Sindsdien is Costa Rica gevrijwaard gebleven van het geweld dat veel van zijn buurlanden heeft geteisterd. Het is een van de welvarendste landen van Latijns-Amerika geworden en staat daarom ook wel bekend als "het Zwitserland van Centraal-Amerika". Het is een democratie die haar inkomsten voornamelijk haalt uit technologie en ecologisch toerisme. Het armoedecijfer daalt sinds het begin van de 21ste eeuw, er bestaan echter nog steeds economische problemen. Costa Rica kent problemen met betrekking tot een hoge werkloosheid, schulden en een handelstekort.
De Costa Ricaanse economie onderging een transformatie anno 1978. Het land was aanvankelijk een economisch succesverhaal, maar verkeerde daarna in een socio-economische crisis. Het land hing van de export van bananen en koffie. In 1978 daalde de prijs van koffie, waarna de exportinkomsten kelderden. In 1979 piekte de prijs van aardolie, een importproduct, hetgeen het land in een crisis stortte. Om de economie van Costa Rica uit het slop te halen, leende President Rodrigo Carazo  grote bedragen op internationale schaal. Dit leidde tot een stijging van het nationale schuldensaldo.
In mei 2022 zag het land zich gedwongen de noodtoestand af te kondigen, nadat computersystemen van de overheid waren gehackt voor ransomware, waarschijnlijk door de groep “Conti”.
Geschiedenis van: Antigua en Barbuda · Bahama's · Barbados · Belize · Canada · Costa Rica · Cuba · Dominica · Dominicaanse Republiek · El Salvador · Grenada · Groenland · Guatemala · Haïti · Honduras · Jamaica · Mexico · Nicaragua · Puerto Rico · Saint Kitts en Nevis · Saint Lucia · Saint Vincent en de Grenadines · Trinidad en Tobago · Verenigde Staten